# بورغوفرانكو سول بو
بورجوفرانكو سول بو هي كومونا تقع في مقاطعة مانتوفا في منطقة لومباردي الإيطالية، تقععلى بعد حوالي 170 كيلومترًا(110 ميلا)جنوب شرق ميلانو وحوالي 35 كيلومترًا(22 ميلا)جنوب شرف مانتوفا. تحد بورجوفرانكو سيل بو البلديات التالية:بيرجانتينو،كاربونارا دي بو،ماجناكافالو،ميلارا،اوستيجليا،بورجو مانتوفانو.